# Atlétika az 1920. évi nyári olimpiai játékokon
Az 1920. évi nyári olimpiai játékokon az atlétika műsorán huszonkilenc versenyszám szerepelt.

## Éremtáblázat
A táblázatban a rendező ország csapata és a magyar csapat eltérő háttérszínnel, az egyes számoszlopok legmagasabb értéke, vagy értékei vastagítással kiemelve.
| Az 1920. évi nyári olimpiai játékok éremtáblázata atlétikában | Az 1920. évi nyári olimpiai játékok éremtáblázata atlétikában | Az 1920. évi nyári olimpiai játékok éremtáblázata atlétikában | Az 1920. évi nyári olimpiai játékok éremtáblázata atlétikában | Az 1920. évi nyári olimpiai játékok éremtáblázata atlétikában | Olimpia  |
| ------------------------------------------------------------- | ------------------------------------------------------------- | ------------------------------------------------------------- | ------------------------------------------------------------- | ------------------------------------------------------------- | -------- |
|                                                               | Ország                                                        | Arany                                                         | Ezüst                                                         | Bronz                                                         | Összesen |
| 1.                                                            | Egyesült Államok (USA)                                        | 8                                                             | 12                                                            | 8                                                             | 28       |
| 2.                                                            | Finnország (FIN)                                              | 7                                                             | 4                                                             | 2                                                             | 13       |
| 3.                                                            | Nagy-Britannia (GBR)                                          | 5                                                             | 4                                                             | 4                                                             | 13       |
| 4.                                                            | Franciaország (FRA)                                           | 3                                                             | 2                                                             | 2                                                             | 7        |
| 5.                                                            | Olaszország (ITA)                                             | 2                                                             | 0                                                             | 2                                                             | 4        |
| 6.                                                            | Svédország (SWE)                                              | 1                                                             | 3                                                             | 10                                                            | 14       |
| 7.                                                            | Dél-afrikai Unió (RSA)                                        | 1                                                             | 1                                                             | 1                                                             | 3        |
| 8.                                                            | Norvégia (NOR)                                                | 1                                                             | 0                                                             | 0                                                             | 1        |
| 8.                                                            | Kanada (CAN)                                                  | 1                                                             | 0                                                             | 0                                                             | 1        |
|                                                               |                                                               |                                                               |                                                               |                                                               |          |
| 10.                                                           | Észtország (EST)                                              | 0                                                             | 1                                                             | 0                                                             | 1        |
| 10.                                                           | Ausztrália (AUS)                                              | 0                                                             | 1                                                             | 0                                                             | 1        |
| 10.                                                           | Dánia (DEN)                                                   | 0                                                             | 1                                                             | 0                                                             | 1        |
|                                                               |                                                               |                                                               |                                                               |                                                               |          |
| Összesen                                                      | Összesen                                                      | 29                                                            | 29                                                            | 29                                                            | 87       |

## Érmesek
| Az 1920. évi nyári olimpiai játékok érmesei férfi atlétikában |                                                                                              |             |                                                                                         |           |                                                                                    |           |
| Versenyszám                                                   | Arany                                                                                        | Arany       | Ezüst                                                                                   | Ezüst     | Bronz                                                                              | Bronz     |
| 100 m                                                         | Charley Paddock · Egyesült Államok (USA)                                                     | 10,8        | Morris Kirksey · Egyesült Államok (USA)                                                 | 10,9      | Harry Edward · Nagy-Britannia (GBR)                                                | 10,9      |
| 200 m                                                         | Allen Woodring · Egyesült Államok (USA)                                                      | 22,0        | Charley Paddock · Egyesült Államok (USA)                                                | 22,1      | Harry Edward · Nagy-Britannia (GBR)                                                | 22,2      |
| 400 m                                                         | Bevil Rudd · Dél-afrikai Unió (RSA)                                                          | 49,6        | Guy Butler · Nagy-Britannia (GBR)                                                       | 49,9      | Nils Engdahl · Svédország (SWE)                                                    | 50,0      |
| 800 m                                                         | Albert Hill · Nagy-Britannia (GBR)                                                           | 1:53,4      | Earl Eby · Egyesült Államok (USA)                                                       | 1:53,6    | Bevil Rudd · Dél-afrikai Unió (RSA)                                                | 1:54,0    |
| 1500 m síkfutás                                               | Albert Hill · Nagy-Britannia (GBR)                                                           | 4:01,8      | Philip Noel-Baker · Nagy-Britannia (GBR)                                                | 4:02,4    | Lawrence Shields · Egyesült Államok (USA)                                          | 4:03,0    |
| 4 × 100 m                                                     | Egyesült Államok (USA) · Charley Paddock · Jackson Scholz · Loren Murchison · Morris Kirksey | 42,2 VCS    | Franciaország (FRA) · René Lorain · René Tirard · René Mourlon · Émile Ali-Khan         | 42,5      | Svédország (SWE) · Agne Holmström · William Petersson · Sven Malm · Nils Sandström | 42,8      |
| 4 × 400 m                                                     | Nagy-Britannia (GBR) · Cecil Griffiths · Robert Lindsay · John Ainsworth-Davies · Guy Butler | 3:22,2      | Dél-afrikai Unió (RSA) · Henry Dafel · Clarence Oldfield · Jack Oosterlaak · Bevil Rudd | 3:23,0    | Franciaország (FRA) · Georges André · Gaston Féry · Maurice Delvart · André Devaux | 3:23,5    |
| 3000 m                                                        | Egyesült Államok (USA) · Horace Brown · Arlie Standardt · Ivan Dresser                       | 10          | Nagy-Britannia (GBR) · Charles Blewitt · Albert Hill · William Seagrove                 | 20        | Svédország (SWE) · Erik Backman · Sven Lundgren · Edvin Wide                       | 24        |
| 5000 m síkfutás                                               | Joseph Guillemot · Franciaország (FRA)                                                       | 14:55,6     | Paavo Nurmi · Finnország (FIN)                                                          | 15:00,0   | Erik Backman · Svédország (SWE)                                                    | 15:13,0   |
| 10 000 m síkfutás                                             | Paavo Nurmi · Finnország (FIN)                                                               | 31:45,8     | Joseph Guillemot · Franciaország (FRA)                                                  | 31:47,2   | James Wilson · Nagy-Britannia (GBR)                                                | 31:50,8   |
| Mezei futás                                                   | Paavo Nurmi · Finnország (FIN)                                                               | 27:15,0     | Erik Backman · Svédország (SWE)                                                         | 27:17,6   | Heikki Liimatainen · Finnország (FIN)                                              | 27:37,4   |
| Mezei futás csapat                                            | Finnország (FIN) · Paavo Nurmi · Heikki Liimatainen · Teodor Koskenniemi                     | 10          | Nagy-Britannia (GBR) · James Wilson · Frank Hogarty · Alfred Nichols                    | 21        | Svédország (SWE) · Eric Backman · Gustaf Mattsson · Hilding Ekman                  | 23        |
| 110 m gát                                                     | Earl Thomson · Kanada (CAN)                                                                  | 14,8 VCS    | Harold Barron · Egyesült Államok (USA)                                                  | 15,1      | Frederick Murray · Egyesült Államok (USA)                                          | 15,2      |
| 400 m gát                                                     | Frank Loomis · Egyesült Államok (USA)                                                        | 54,0 VCS    | John Norton · Egyesült Államok (USA)                                                    | 54,6      | August Desch · Egyesült Államok (USA)                                              | 54,7      |
| 3000 m akadály                                                | Percy Hodge · Nagy-Britannia (GBR)                                                           | 10:00,4     | Patrick Flynn · Egyesült Államok (USA)                                                  | 10:21,1   | Ernesto Ambrosini · Olaszország (ITA)                                              | 10:32,0   |
| 3000 m gyaloglás                                              | Ugo Frigerio · Olaszország (ITA)                                                             | 13:14,2     | George Parker · Ausztrália (AUS)                                                        | -         | Richard Remer · Egyesült Államok (USA)                                             | -         |
| 10 kilométeres gyaloglás                                      | Ugo Frigerio · Olaszország (ITA)                                                             | 48:06,2     | Joseph Pearman · Egyesült Államok (USA)                                                 | -         | Charles Gunn · Nagy-Britannia (GBR)                                                | -         |
| Maraton                                                       | Hannes Kolehmainen · Finnország (FIN)                                                        | 2:32:35,8   | Jüri Lossmann · Észtország (EST)                                                        | 2:32:48,6 | Valerio Arri · Olaszország (ITA)                                                   | 2:36:32,8 |
| Magasugrás                                                    | Richard Landon · Egyesült Államok (USA)                                                      | 1,94 m      | Harold Muller · Egyesült Államok (USA)                                                  | 1,90 m    | Bo Ekelund · Svédország (SWE)                                                      | 1,90 m    |
| Rúdugrás                                                      | Frank Foss · Egyesült Államok (USA)                                                          | 4,09 m VCS  | Henry Petersen · Dánia (DEN)                                                            | 3,70 m    | Edwin Meyers · Egyesült Államok (USA)                                              | 3,60 m    |
| Távolugrás                                                    | William Petersson · Svédország (SWE)                                                         | 7,48 m      | Carl Johnson · Egyesült Államok (USA)                                                   | 7,09 m    | Erik Abrahamsson · Svédország (SWE)                                                | 7,085 m   |
| Hármasugrás                                                   | Vilho Tuulos · Finnország (FIN)                                                              | 14,505 m    | Folke Jansson · Svédország (SWE)                                                        | 14,48 m   | Erik Almlöf · Svédország (SWE)                                                     | 14,27 m   |
| Súlylökés                                                     | Ville Pörhöla · Finnország (FIN)                                                             | 14,81 m     | Elmer Niklander · Finnország (FIN)                                                      | 14,155 m  | Harry Liversedge · Egyesült Államok (USA)                                          | 14,15 m   |
| Diszkoszvetés                                                 | Elmer Niklander · Finnország (FIN)                                                           | 44,685 m    | Armas Taipale · Finnország (FIN)                                                        | 44,19 m   | Augustus Pope · Egyesült Államok (USA)                                             | 42,13 m   |
| Kalapácsvetés                                                 | Patrick Ryan · Egyesült Államok (USA)                                                        | 52,875 m    | Carl Lind · Svédország (SWE)                                                            | 48,43 m   | Basil Bennet · Egyesült Államok (USA)                                              | 48,25 m   |
| Gerelyhajítás                                                 | Jonni Myyrä · Finnország (FIN)                                                               | 65,780 m OR | Urho Peltonen · Finnország (FIN)                                                        | 63,605 m  | Paavo Johansson · Finnország (FIN)                                                 | 63,095 m  |
| Ötpróba                                                       | Eero Lehtonen · Finnország (FIN)                                                             | 14          | Everett Bradley · Egyesült Államok (USA)                                                | 24        | Hugo Lahtinen · Finnország (FIN)                                                   | 26        |
| Tízpróba                                                      | Helge Løvland · Norvégia (NOR)                                                               | 6804,35     | Brutus Hamilton · Egyesült Államok (USA)                                                | 6770,86   | Bertil Ohlson · Svédország (SWE)                                                   | 6579,80   |
| Nehézsúlydobás                                                | Patrick McDonald · Egyesült Államok (USA)                                                    | 11,265 m    | Patrick Ryan · Egyesült Államok (USA)                                                   | 10,965 m  | Carl Lind · Svédország (SWE)                                                       | 10,250 m  |